# 王様を起こさないで
『王様を起こさないで』（Royal Cat Nap、1958年3月7日）は「トムとジェリー」の作品のひとつ。

## スタッフ
- 製作・監督 - ウィリアム・ハンナ、ジョセフ・バーベラ
- 作画 - ケネス･ミューズ、カール・ヴィンチ、ルイス・マーシャル
- 背景 - ロバート・ジェントル
- レイアウト - ディック・ビッケンバック
- 音楽 - スコット・ブラッドリー

## 作品内容
舞台は中世。ある国に大の癇癪持ちの王がいた。今日も昼寝の最中に、枕元の果物やチーズを荒らしに来たジェリーやタフィーに眠りを覚まされカンカン。近衛兵のトムを呼びつける。
「どこへ行っておった、役立たずの馬鹿猫が！今度わしの目を覚ますようなことがあったら、お前の首を刎ねてくれる！ネズミ共が邪魔に入らぬようしっかり見張っておれ！」。
それを聞きつけたジェリーとタフィーは、早速「目覚まし作戦」を開始。花瓶や皿を落とそうとしたり、トムを攻撃して悲鳴を上げさせたり、プレートアーマーを踊らせてガチャガチャ音を立てるなど散々な悪戯を働く。トムは王の眠りを妨げさせまいと窮地を脱しつつ、ジェリー達をやっとのことで王の寝室から追い出すと中から錠を掛け、鍵を飲み込んでしまった。
これで一安心のはずだったが、ジェリーたちは鍵穴から矢を射込み、飛んだ矢はトムの尻に命中。鍵を飲み込んでしまったことが裏目に出て部屋から出られず、トムは王の枕元で耐え難き痛みに絶叫する。
目を覚ました王は激怒。「一度ならず二度までも！貴様は死刑だ！その前に拷問を加えてくれる！わしに逆らう者がどうなるか…」。
ところがドアの下から部屋に入り込んでいたタフィーが、王の耳元で「フレール・ジャック」の子守唄をささやくと、激昂していた王は徐々に安らかに眠りについていった。
眠り込む王を見届けたトムとジェリーたちは、静かに部屋を出ると友好的に握手を交わす。タフィーは「C'est la Guerre.(これが戦争さ)」と呟き、トム・ジェリーと共に思う存分室外で決闘を続けるのだった。

## 登場キャラクター
トム
城の近衛兵として雇われ、王より「昼寝の邪魔をしない」よう命ぜられ、ジェリーとタフィーを部屋から追い出そうとする。だが王室の鍵を施錠した上で飲み込んだことが仇となって結果的に自ら王を起こして怒らせてしまう。その後タフィーの子守唄により王が再度寝ると、自身をピンチから救ったジェリーとタフィーに感謝し決闘を再開した。
ジェリー
タフィーと共に王室へ忍び寄りイタズラを働き、王を目覚めさせないよう警戒するトムを妨害する。
タフィー
ジェリーと共に王室へ侵入。王の警護に当たるトムに様々ないたずらをする。最後はトムへ極刑を言い渡す王の怒りを鎮めるために子守唄を歌い、再度トムと対決した。
城の王様
とある国の王。ジェリーとタフィーに昼寝を邪魔されたことに不満を募らせ、近衛兵のトムへ「もし自分の昼寝妨害を許したら処刑する」旨を通告して不審者を追い出すよう命じる。やがてトムがジェリーらの放った矢に刺され叫び声を上げると激怒し拷問の上死刑を言い渡すが、タフィーの子守唄を聴くと怒りを鎮めつつ再度眠りについた。

## 備考
- タフィーが花瓶を落とすシーンで体色が茶色になっているという作画ミスがある。
- トムが叫ぼうとして遠くへ離れて叫ぶシーンはテックス・アヴェリー作の『ドルーピー』シリーズ『冬眠中はお静かに』や『呼べど叫べど』のオマージュである。